# Фиш, Мари
Мари Беверли Фиш (англ. Maree Beverley Fish; род. 23 января 1963) — австралийская хоккеистка на траве, вратарь. Олимпийская чемпионка 1988 года, серебряный призёр чемпионата мира 1990 года.

## Биография
Мари Фиш родилась 23 января 1963 года.
В составе женской сборной Австралии по хоккею на траве дважды выигрывала серебряные медали Трофея чемпионов в 1987 году в Амстелвене и в 1989 году во Франкфурте-на-Майне.
В 1988 году вошла в состав женской сборной Австралии по хоккею на траве на летних Олимпийских играх в Сеуле и завоевала золотую медаль. Играла на позиции вратаря, участвовала только в финальном матче против сборной Южной Кореи (2:0). Её выпустили на поле за две минуты до конца, чтобы получить медаль, за это время она успела отразить опасный удар со штрафного углового.
В 1990 году завоевала серебряную медаль чемпионата мира в Сиднее.
12 июня 1989 года была награждена медалью ордена Австралии.